# 11316 Fuchitatsuo
11316 Fuchitatsuo este un asteroid din centura principală de asteroizi.

## Descriere
11316 Fuchitatsuo este un asteroid din centura principală de asteroizi. A fost descoperit pe 5 octombrie 1994 la Kitami de Kin Endate și Kazuro Watanabe. Asteroidul prezintă o orbită caracterizată de o semiaxă mare de 2,39 ua, o excentricitate de 0,23 și o înclinație de 3,2° în raport cu ecliptica.